# Beba Veche (gmina)
Beba Veche – gmina w Rumunii, w okręgu Temesz. W 2011 roku liczyła 1539 mieszkańców. Składa się ze wsi: Beba Veche, Cherestur, Pordeanu.